# Malrovevedermot
De malrovevedermot (Wheeleria spilodactylus) is een vlinder uit de familie vedermotten (Pterophoridae). De wetenschappelijke naam is voor het eerst geldig gepubliceerd in 1827 door Curtis.
De soort komt voor in Europa.